# Niittysaari (ö i Norra Savolax, Norra Savolax, lat 63,16, long 26,48)
Niittysaari är en ö i Finland. Den ligger i sjön Nilakka och i kommunen Pielavesi i den ekonomiska regionen  Övre Savolax ekonomiska region  och landskapet Norra Savolax, i den centrala delen av landet, 300 km norr om huvudstaden Helsingfors. Öns area är 2,3 hektar och dess största längd är 370 meter i sydöst-nordvästlig riktning.